# Zamia pseudomonticola
Zamia pseudomonticola — вид голонасінних рослин класу Саговникоподібні (Cycadopsida).
Етимологія: у зв'язку з передбачуваною схожістю з Zamia monticola. 

## Опис
Стовбур деревовидий, до 1 м заввишки, 5–10 см діаметром. Листків 3–10, вони довжиною 0,7–1,5 м; черешок без колючок довжиною 0,3–0,5 м; хребет без колючок з 8–15 парами листових фрагментів. Листові фрагменти від еліптичних до еліптично-ланцетних, 4–6 см шириною, поля цілі. Пилкові шишки від кремових до жовтувато-коричневих, циліндричні, 12–15(20) см завдовжки, 2–4 см діаметром. насіннєві шишки жовто-зелені з зеленим, циліндричні, 12–20 см завдовжки, 4–8 см діаметром. Насіння червоне, яйцевиде, довжиною 1,2–1,8 см.

## Поширення, екологія
Цей вид є ендеміком південного заходу Коста-Рики, де він зустрічається в провінції Пунтаренас, а також через кордон в провінції Чирики Панами. Цей вид росте в змішаних вічнозелених лісах гірської місцевості у дещо кислих ґрунтах підліском з хмарних лісах.

## Загрози й охорона
Досить поширені в культивуванні в ботанічних садах, в результаті інтродукції рослин на початку 1980-х років.